# Замковий стібок

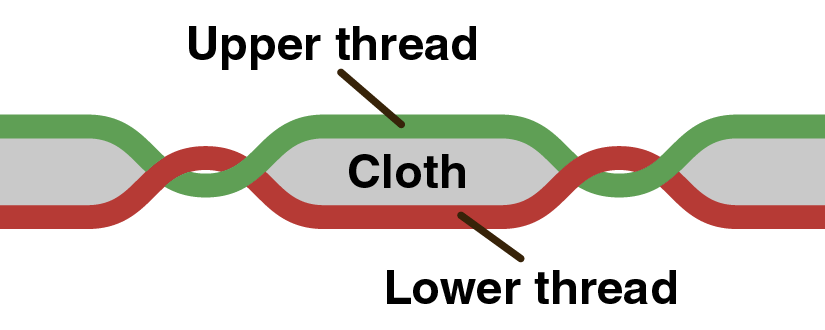
Замковий стібок, вигляд збоку

Замковий стібок (англ. lockstitch) — найпоширеніший механічний стібок, виконаний швейною машиною. Термін «шиття однією голкою», який часто зустрічається на ярликах сорочок, належить до замкового стібка.

## Структура
Для замкового стібка використовуються дві нитки, верхня і нижня. Замковий стібок названий так тому, що дві нитки, верхня і нижня, «замикаються» (переплітаються) разом в отворі в тканині, крізь який вони проходять. Верхня нитка проходить від котушки, яка знаходиться на шпинделі на верхній частині машини або поруч із нею, через механізм натягу, через приймач і, нарешті, через отвір у голці. Тим часом нижня нитка намотується на шпульку, яка вставляється у футляр у нижній частині машини під матеріалом.
Щоб зробити один стібок, машина опускає голку з ниткою крізь тканину в область шпульки, де обертовий човник (або інший зачіпний механізм) захоплює верхню нитку в точці відразу після того, як вона пройде через голку. Механізм човника повністю переміщує верхню нитку навколо шпульного ковпачка таким чином, щоб вона зробила один оберт нитки шпульки. Потім приймач відтягує зайву верхню нитку (з області шпульки) назад до верху, утворюючи замковий стібок. Потім зубчасті рейки тягнуть матеріал уздовж однієї довжини стібка, і цикл повторюється.

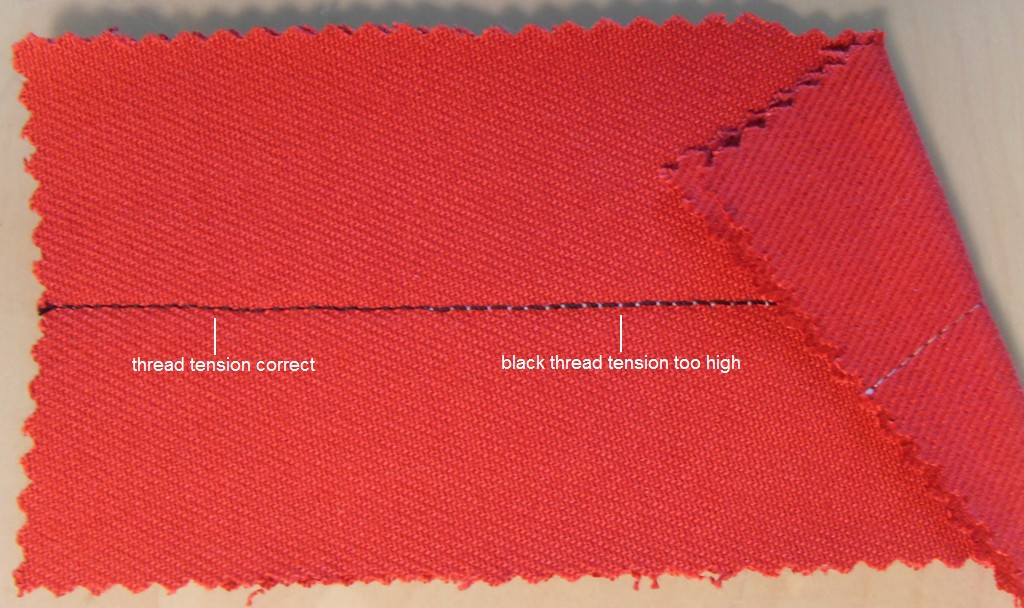
Правильний і неправильний натяг нитки

В ідеалі замковий стібок формується в центрі товщини матеріалу — тобто в ідеалі верхня нитка обплітає нижню посередині матеріалу. Механізми натягу нитки, один для верхньої нитки та один для нижньої нитки, запобігають висмикуванню будь-якої нитки місця переплетення з середини матеріалу.
До винайдення обертового човника машини для замкового стібка поміщали нижню бобіну всередину мініатюрного човника, який пропускався через петлю, що утворювалася, коли голка проходила крізь тканину, а потім знову починала втягуватися.

## Геометрія
Геометрія замкового стібка контролюється наявністю або відсутністю:
- бічні рухи голки машини
- зворотні рухи зубчастої рейки машини

У старих машинах рух голки та протягання тканини контролюється механічними кулачками. Деякі сучасні побутові машини пропонують слот для замінних кулачків. У новіших конструкціях рух голки та протягання тканини безпосередньо моторизований.

### Прямий
Геометрія прямого стібка створюється, коли голка не рухається вбік і коли зубчасті рейки слідують лише за звичайним рухом вперед «чотири рухи».
Через те, що дві нитки проходять прямо і паралельно, прямий стібок не розтягується.

### Зигзаг
Геометрія зигзагоподібного стібка створюється, коли голка ритмічно рухається з боку в бік під час шиття, тоді як зубчаста рейка слідує лише за звичайним рухом вперед «чотири рухи». Більшість швейно-стібкових машин, виготовлених після 1960-х років, здатні робити це; старіші машини досягають того самого стібка за допомогою спеціальної притискної лапки, яка переміщує тканину під нерухомою голкою.
Зигзагоподібні стібки використовуються, коли потрібен еластичний стібок, наприклад, при пошитті еластичних тканин.

#### Потайний
Геометрія потайного шва є похідною від зигзага. Його створюють таким же чином, за винятком того, що голка повертається вбік, а потім повертається назад лише один раз на кожен четвертий чи п’ятий стібок. Використовується для зменшення видимості підгинів та інших швів краю.

### Стрейч
Геометрія стрейч-стібка спеціально призначена для еластичності. Поки голка рухається, як і для прямих або зигзагоподібних стібків, гребінці автоматично переміщують тканину вперед і назад. Як і у випадку з зигзагоподібними стібками, розтяжними швами керують механічні кулачки, але через подвійну дію машини для розтяжних стібків мають подвійні кулачки. Під час обертання подвійного кулачка перший ведучий рухається по одній доріжці, щоб переміщати голкову планку з боку в бік, тоді як другий ведучий рухається по іншій доріжці, щоб рухати зубчасті рейки вперед і назад. 

### Декоративний
Додаючи контрольований рух матеріалу, який шиється, за допомогою додаткового набору двигунів, довільні налаштовані візерунки 100 см або більше в кожному напрямку, що відкриває двері до дуже популярної категорії програмованих побутових вишивальних машин.

## Поширеність

### Побутові
Більшість побутових швейних машин є машинами замкового стібка, хоча оверлоки (також інші швейні машини) з’явилися на побутовому ринку з 1980-х років.

### Промислові
Серед типових швацьких машин швейної фабрики половина може бути машинами замкового стібка, а інша половина розділена між оверлочними машинами, машинами ланцюгового стібка та різними іншими спеціалізованими машинами.
Також дуже поширені промислові швейні машини з двома голками, кожна з яких утворює окремий швейний стібок зі своєю бобіною. Існують різні типи швейних промислових машин. Найбільш часто використовуються падаюча зубчаста рейка для легких і середніх навантажень, а лапка для середніх і важких навантажень, як-от Class 7 із вражаючим підйомом лапи 3/4 дюйма. Це дозволяє Class 7 прошивати важкі матеріали до 3 /4" з міцними нитками 57 фунтів. Спочатку виготовлений Singer у США та Європі для забезпечення попиту на важкий одяг для військ протягом багатьох років після світової війни цей клас не був доступний як новий, оскільки ринок був заповнений. Завдяки аутсорсингу багатьох швейних робіт на виробництві сьогодні доступно багато китайських машин класу 7, виготовлених за федеральними специфікаціями, що забезпечує їм продуктивність, рівну оригінальним (FSN:3530-3111-1556, FSN: 3530-3111-3675, FSN: 3530-311-1556, ФСН: 3530-3111-3075).
Більшість промислових швейних машин шиють лише пряму лінію стібків. Промислові зигзагоподібні машини доступні, але рідко, і, по суті, не існує промислових машин для вишивання химерних візерунків, окрім спеціальних машин для вишивання та декорування країв. Навіть такі прості речі, як прикріплення або петля, зазвичай виконуються спеціальною машиною, яка не здатна робити нічого іншого. Коли потрібна різноманітна декоративна строчка, а не один стібок, зазвичай використовується «комерційна» машина (в основному важка побутова машина).